# HellermannTyton
HellermannTyton er en multinational producent og leverandør af løsninger omkring kabler, opererer i 38 lande og har hovedkvarter i Crawley, Storbritannien, og blev grundlagt i 1933. Virksomheden er primært fokuseret på løsninger omkring kabler inkluderet bundtning, montage, mærkning, isolering, beskyttelse og netværksløsninger. Selskabet har 15 produktionssteder og beskæftiger mere end 5.000 mennesker på verdensplan og havde i 2014 en omsætning på 596,9 mio. euro.

## Navnets oprindelse
Navnet HellermannTyton er en sammentrækning af grundlæggerens efternavn, Paul Hellermann og det i 1965 erhvervede "Tyton System", en måde at bundte kabler i system.

## Historie
Virksomheden blev grundlagt af Paul Hellermann og Jack Bowthorpe, i Croydon, som Hellermann Electric, et datterselskab af Goodliffe Electric Supplies, i 1938. Det flyttede til et nyt produktionssted på Crawley i Sussex i 1948.
I 1964 overtog firmaet Insuloid Manufacturing, en virksomhed som var blevet grundlagt i 1933 af den Emery familien i Hulme, Manchester, der fremstillede bus-bar isolering. Det lancerede Tyton-systemet, en metode til kabelbundtning i kontinuerligt system i 1965 og etablerede HellermannTyton Corporation i Milwaukee i 1969. Derefter blev det i 1976 udvidet til luftfartsmarkedet og tilbyder kabelhåndteringsløsninger til fly.
Virksomheden er etableret operationer på Järfälla, Sverige i 1982, på Hyogo, Japan i 1986 og i Wuxi og Shanghai, Kina i 1998. Det begyndte derefter at harmonisere sin branding under det fælles verdensomspændende varemærke HellermannTyton i 1999. Derefter etablerede den i 2000 en ny fabrik i Tornesch nær Hamburg, Tyskland med 15.000 m² produktions- og lagerplads.
Dansk afdeling blev etableret i år 2000 af Bruno Petersen, i Hedehusene, og blev senere rykket til Roskilde i 2015.
Virksomheden blev solgt af sine daværende ejere, Spirent, til investeringsfonder kontrolleret af Doughty Hanson & Co for 289 mio. pund i 2006. Det var derefter genstand for et indledende offentligt udbud i marts 2013. I september 2013 solgte Doughty Hanson & Co yderligere 20,9% i selskabet for 119,25 mio. pund.
I juli 2015 gav Delphi Automotive et tilbud om at købe selskabet for 1,7 mia. dollars. Købet blev gennemført den 18. december 2015 og HellermannTyton blev en bestanddel af Delphi's elektrisk / elektronisk Arkitektur division.

## Funktioner

### Fremstillingssteder
Tre produktionsfaciliteter er placeret i Storbritannien (Manchester, Plymouth, Northampton). De andre ligger i Polen (Kotunia, Słupca County), Frankrig (Trappes), Tyskland (Tornesch), Sydafrika (Johannesburg), Singapore (Yishun), Kina (Wuxi), Japan (Hyogo), Korea (Incheon) USA (Milwaukee), Mexico (General Escobedo) og Brasilien (Jundiai).

### Forarbejdede materialer
De materialer der forarbejdes, er som regel teknisk plastik: PA 6.6 (i forskellig stand, som varmestabiliseret, UV-resistent, vejrbestandig, påvirket af slag, glasfyldt, mineralfyldt, farvet); PE, PP med forskellige modifikationer; POM; PA 11, PA 12; PEEK; ETFE (Tefzel®); PA 46; Andre tekniske termoplaster; Chloroprengummi.

### Sektorer og divisioner
Virksomheden producerer til forskellige markeder og industrier, herunder OEM til personbiler, jernbanevogne, fly og skibe samt produkter, der anvendes i elektronik, telekommunikationsudstyr, apparater eller på byggepladser.
Produktsalg er kategoriseret i følgende segmenter:
- Elektriske: Produkter til OEM, elektriske grossister, entreprenører, der handler på vegne af forskellige slutbrugere, paneldeltagere, der samler elektriske paneler til slutmarkeder, forhandlere til slutmarkeder som katalogvirksomheder og salg til massetransit, forsvar, alternativ energi, produkter, der anvendes til anvendelse offshore i vindmøllepark og elektronik slutmarkeder.[16]
- Automotive: Omfatter globale salg til førende globale producenter af biler, lastbiler og andre tunge køretøjer samt til deres leverandører (Tier 1, 2 og 3 leverandører).[17]
- Datacom og Andet: Består af produkter og løsninger til datakommunikation udbydere, der kræver sikre miljøer som datacentre og applikationer med åbent gulv området samt salg til de andre forskellige slutmarkeder uden for kabel forvaltning, herunder skovbrug, landbrug og emballage.

### Udvikling af nye dele
Virksomheden udvikler produkter baseret på kundernes krav. f.eks. Skræddersyede kabelføringsnet til personbiler, til skibs- og flyproducenter og andre industrier såsom hvidevarer. Produkterne er designet ved hjælp af designprogrammer, kendt som CAD-systemer, i 3D. Designene er produceret i en lille serie prototyper sendt til kunden til installation i køretøjer, maskiner mv til test. Efter afprøvning af delen fremstilles tilsvarende mængder ved anvendelse af sprøjtestøbning.